# Kościół Świętej Małgorzaty w Bydlinie
Kościół Świętej Małgorzaty – rzymskokatolicki kościół parafialny należący do dekanatu wolbromskiego – św. Katarzyny diecezji sosnowieckiej.
Jest to świątynia wzniesiona w 1865 roku dzięki staraniom księdza Andrzeja Paprockiego. Budowla została konsekrowana w 1885 roku przez biskupa kieleckiego Tomasza Teofila Kulińskiego. Ten kościół zachował się do dziś. We wnętrzu świątyni znajdują się 3 barokowe ołtarze: główny ozdobiony figurą Matki Bożej z Dzieciątkiem oraz obrazem św. Małgorzaty na zasuwie. Ołtarze boczne noszą wezwanie Wniebowstąpienia Pana Jezusa i św. Izydora. Cennym zabytkami są również marmurowa chrzcielnica z 1707 roku, obraz św. Józefa, barokowa monstrancja oraz organy zbudowane na początku XX wieku.